# Babille (woreda, Somali)
Pour les articles homonymes, voir Babille.
Babille (ou Babile, en somali : Babiile) est un ancien woreda de l'est de l'Éthiopie situé dans la zone Jijiga de la région Somali. Le territoire initial de ce district se trouve au sud de Gursum et de Djidjiga et rejoint rapidement le woreda Kebri Beyah puis Goljano et Shabeeley. En 2007, le district se situe au contraire au sud de la ville de Babille, il compte alors 77 317 habitants pour 1 245 km2 qui rejoignent plus tard le woreda Babille de la région Oromia.

## Origine et évolution
La ville de Babille, le woreda Babille de la région Somali, celui de la région Oromia et le sanctuaire des éléphants de Babille portent le nom d'un sous-groupe des Oromos[réf. souhaitée].
Le woreda d'origine, qui fait partie au XXe siècle de l'awraja Gursum de la province du Hararghe, se subdivise lors de la réorganisation du pays en régions en 1995.

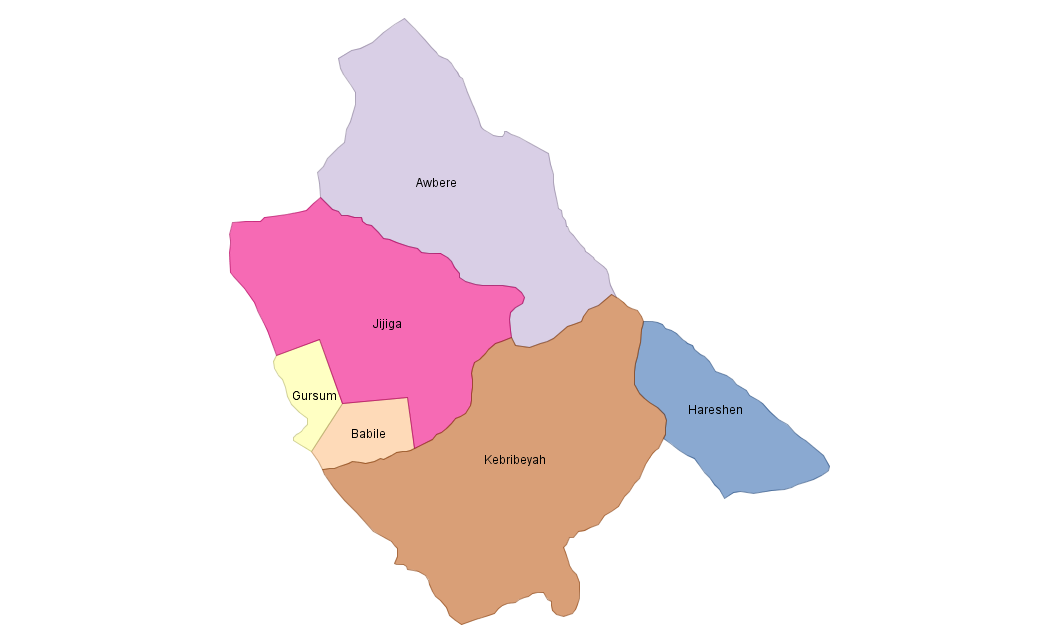
Carte de la zone Jijiga au début des années 2000.

Au début des années 2000, le woreda Babille de la région Somali se situe dans l'ouest de la zone Jijiga (actuelle zone Fafan) au contact de la région Oromia. Bordé par son voisin de la région Oromia à l'ouest, par le woreda Gursum de la région Somali au nord, par l'ancien woreda Jijiga à l'est et par le woreda Kebribeyah au sud, il occupe une superficie modeste au sud de Djidjiga, une quarantaine de kilomètres au sud-est de la ville de Babille.
D'après les cartes de la région, ce petit territoire devient successivement l'extrémité du woreda Kebri Beyah en 2007, le nord de Goljano vers 2020 et finalement l'ouest de Shabeeley.
Le district recensé en 2007 pour la région Somali occupe en revanche un grand territoire de 1 245 km2, rattaché à la zone Jijiga et situé au sud de la ville de Babille, aux environs du sanctuaire des éléphants de Babille.
La limite régionale continue à évoluer avec pour principal enjeu la gestion du sanctuaire des éléphants[réf. souhaitée].
Le woreda Babille de la région Somali, encore mentionné en 2020 au titre de la zone Erer ainsi qu'en 2017 et 2021 au titre de la zone Fafan,, disparaît au début des années 2020.

## Population
Le recensement national réalisé en 1994 faisait état d'une population totale pour le woreda de Babille de 93 527 habitants, dont 48 436 hommes et 45 091 femmes.[à vérifier][réf. souhaitée]
D'après le recensement de 2007 effectué par l'Agence centrale de statistique d'Éthiopie, la population est de 77 317 habitants, dont 41 629 hommes et 35 688 femmes dans le district qui s'étend alors au sud de la ville de Babille. 1 273 personnes, soit 2 % de la population, sont des citadins, 17 533, soit 23 %, sont des éleveurs[réf. souhaitée]. Plus de 99 % de la population s'est déclarée de religion musulmane.
En 2022, la population est estimée à 112 198 personnes dans le périmètre de 2007 avec une densité de population de 90 personnes par km2 et 1 245 km2 de superficie. 